# Gu Sung-yun
Dans ce nom coréen, le nom de famille, Gu, précède le nom personnel.
Gu Sung-yun (en coréen : 구성윤), né le 27 juin 1994 à Pohang en Corée du Sud, est un footballeur international sud-coréen, qui évolue au poste de gardien de but. Il joue actuellement dans le club de Kyoto Sanga, en prêt de Consadole Sapporo.

## Biographie

### Carrière internationale
Il fait partie de la liste des 18 joueurs sud-coréens sélectionnés pour disputer les Jeux olympiques d'été de 2016. Lors du tournoi olympique organisé au Brésil, il dispute trois rencontres. La Corée du Sud est éliminée en quart de finale par le Honduras.
En juillet 2015, il est convoqué pour la première fois en équipe de Corée du Sud par le sélectionneur national Uli Stielike, pour disputer la Coupe d'Asie de l'Est de 2015, mais n'entre pas en jeu durant le tournoi. Il est de nouveau convoqué pour des matchs amicaux contre la Russie et le Maroc en octobre 2017, une nouvelle fois sans entrer en jeu.
Gu Sung-yun ne fait pas partie des joueurs retenus pour disputer la Coupe du monde de 2018 en Russie, il est écarté de la liste définitive de Shin Tae-yong le 2 juin 2018.

## Palmarès

### En club
- Avec le  Consadole Sapporo
  - Champion du Japon de D2 en 2016

### En sélection
- Avec la  Corée du Sud
  - Vainqueur de la Coupe d'Asie de l'Est en 2015
  - Finaliste du championnat d'Asie des moins de 23 ans en 2016

## Statistiques
| Saison                | Club                  | Championnat           | Championnat | Championnat | Coupe(s) nationale(s) | Coupe(s) nationale(s) | Total | Total |
| Saison                | Club                  | Division              | M.          | B.          | M.                    | B.                    | M.    | B.    |
| 2015                  | Consadole Sapporo     | J2 League             | 33          | 0           | 1                     | 0                     | 34    | 0     |
| 2016                  | Consadole Sapporo     | J2 League             | 33          | 0           | -                     | -                     | 33    | 0     |
| 2017                  | Consadole Sapporo     | J1 League             | 33          | 0           | 3                     | 0                     | 36    | 0     |
| 2018                  | Consadole Sapporo     | J1 League             | 34          | 0           | 2                     | 0                     | 36    | 0     |
| 2019                  | Consadole Sapporo     | J1 League             | 33          | 0           | 1                     | 0                     | 34    | 0     |
| 2020                  | Consadole Sapporo     | J1 League             | 1           | 0           | 0                     | 0                     | 1     | 0     |
| 2020                  | Daegu FC              | K League 1            | 0           | 0           | 0                     | 0                     | 0     | 0     |
| Total sur la carrière | Total sur la carrière | Total sur la carrière | 114         | 0           | 4                     | 0                     | 118   | 0     |